# Licet pridem
Die päpstliche Bulle Licet pridem vom 13. Januar 1313 ist eine Ergänzung zu den von Papst Clemens V. erlassenen päpstlichen Bullen, die die Aufhebung und die Vermögensregelung des Templerordens regeln.
Eingangs erwähnt Clemens V. die von ihm und dem Konzil von Vienne erlassenen Päpstlichen Bullen (Pastoralis praeeminentiae, Vox in excelso, Ad providam, Nuper in concilio, Considerantes dudum, Licet dudum und Dudum in generali concilio) und geht nochmals auf den Ursprung des Verbotes des Templerordens ein. Weiterhin erklärt er, dass mit den bereits erwähnten Bullen die Vermögensregelungen festgelegt worden seien und welche Königreiche von diesen Regelungen ausgenommen waren (Kastilien, Aragon, Portugal und Mallorca).
Letztlich habe man festgestellt, dass in dem Schreiben zur Vermögensregulierung Fehler aufgetreten seien, man habe in der Aufzählung des Personenkreises, die zu den ausgenommenen Königreiche gehören, den „König“ nicht aufgezählt. Dieser Fehler könnte an der Unachtsamkeit, Vernachlässigung oder Absprache der Sekretäre und Schreiber liegen, deshalb wird, um keine Zweifel aufkommen zu lassen, nochmals klargestellt: „Zu den erwähnten freigestellten Personenkreis zählen Könige, Prinzen, Prälaten, Barone und Adelige“.